# マグレ・スッラ・ストラーダ・デル・ヴィーノ
マグレ・スッラ・ストラーダ・デル・ヴィーノ（伊: Magrè sulla strada del vino ; 独: Margreid an der Weinstraße マールグライト・アン・デア・ヴァインシュトラーセ）は、イタリア共和国トレンティーノ＝アルト・アディジェ州ボルツァーノ自治県にある、人口約1,300人の基礎自治体（コムーネ）。

## 地理

### 位置・広がり

#### 隣接コムーネ
隣接するコムーネは以下の通り。括弧内のTNはトレント自治県所属を示す。
- コルタッチャ・スッラ・ストラーダ・デル・ヴィーノ
- コルティーナ・スッラ・ストラーダ・デル・ヴィーノ
- エーニャ
- ロヴェレー・デッラ・ルーナ (TN)
- サロルノ・スッラ・ストラーダ・デル・ヴィーノ

## 住民

### 言語
| 言語集団調査（2011年） | 言語集団調査（2011年） | 言語集団調査（2011年） | 言語集団調査（2011年） | 言語集団調査（2011年） |
| ---------------------- | ---------------------- | ---------------------- | ---------------------- | ---------------------- |
|                        |                        |                        |                        |                        |
| ドイツ語               | ドイツ語               |                        | 84.33%                 | 84.33%                 |
| イタリア語             | イタリア語             |                        | 15.22%                 | 15.22%                 |
| ラディン語             | ラディン語             |                        | 0.45%                  | 0.45%                  |

2011年に行われた、住民がドイツ語・イタリア語・ラディン語のいずれの「言語集団」に属するかの調査によれば（ボルツァーノ自治県#言語集団調査参照）、住民の約84%がドイツ語話者、約15%がイタリア語話者である。